# Santa Rosa (station)
Santa Rosa är en tunnelbanestation i tunnelbanesystemet Metro de Santiago de Chile i Santiago, Chile. Den nästföljande stationen i riktning mot Vicuña Mackenna är La Granja och i riktning mot La Cisterna är San Ramón.